# École nationale supérieure d'architecture
L'École Nationale Supérieure d'Architecture (ENSA) è l'istituzione universitaria pubblica in Francia per la formazione dei laureati in architettura.

## Storia della pedagogia presso ENSA
L'architettura è, tradizionalmente, una delle quattro discipline delle belle arti, assieme all'incisione, alla scultura ed alla pittura.
Fino al 1968, il suo insegnamento era assicurato dall'école des Beaux Arts di Parigi, che aveva tre succursali sul territorio francese e dipendeva dal dipartimento di architettura dell'Académie des beaux-arts che organizzava i concorsi di selezione ed in particolare il Prix de Rome con il quale i vincitori avevano diritto ad un soggiorno di studio presso Villa Medici a Roma.
Il ministro della cultura del tempo, André Malraux, per rompere con l'accademismo e dare una risposta ai moti del Sessantotto, creò 12 Unités pédagogiques d'architecture (UPA) su tutto il territorio francese, di cui 6 a Parigi e le altre per sostituire le scuole di architettura di Tolosa, Bordeaux, Marsiglia, Nancy creandone di nuove a Rennes, Lione, Rouen, Strasburgo, Saint-Étienne etc. Di fatto si divisero le discipline delle belle arti.
Dopo il 1968, ciascuna delle nuove Unités pédagogiques godette di una certa indipendenza nella costituzione del piano di studi per i propri allievi. L'indirizzo comune fu la suddivisione del corso di studi in tre cicli di due anni accessibili dopo il baccalaureato. Alla fine degli studi, era obbligatorio un periodo di praticantato alla fine del quale occorreva redigere un progetto che se ritenuto valido da una commissione, dava il titolo di architetto (diploma di laurea).
Le UPA, divenute in seguito Ecoles d'architectures, nel 2005 sono state trasformate in Écoles nationales supérieures d'architecture (ENSA).
Le riforme europee conseguenti al Processo di Bologna spinsero le ENSA a consolidare le loro offerte formative. Oggi in Francia, come nella quasi totalità delle nazioni europee, la formazione è suddivisa in due cicli di tre e due anni:
- un primo ciclo di tre anni che conduce al diploma di studi in architettura;
- un master in due anni che porta al diploma di laurea in architettura.

Un ulteriore ciclo di dottorato dopo il master, è dedicato esclusivamente alla ricerca.